# Philaethria wernickei
Philaethria wernickei é uma espécie de borboleta do gênero Philaethria. 
É encontrada nas regiões sul, sudeste e nordeste do Brasil.

## Taxonomia
A espécie foi descrita em 1906 por Julius Röber. 